# Гераклея Понтійська

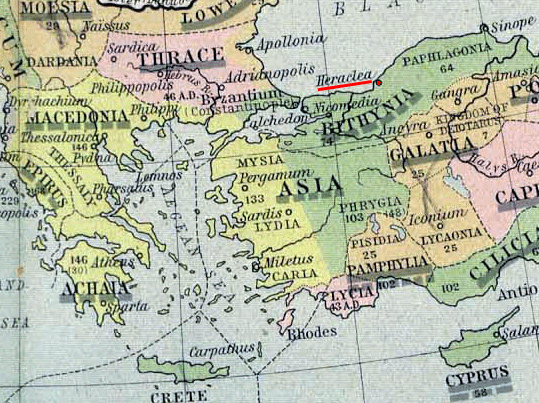
Гераклея Понтійська і навколишні землі у 264 р. до н. е.

Гераклея Понтійська (дав.-гр. Ηράκλεια η Ποντική), — мегарська колонія на південному узбережжі Чорного моря, біля гирла річки Киличсу (у давнину — Лік або ж Ахеронт).

## Історія
Місто засноване у 560 р. до н. е. вихідцями з Мегар на чолі з Гнесіохом. За деякими даними в експедиції брали участь також беотійці, зокрема з міста Танагра. Територію для поселення вони відвоювали у місцевого племені маріандян, а самих місцевих мешканців перетворили на рабів, які змушені були обробляти землю для переможців, — на зразок спартанських гелотів. Назву Гераклея місцеві перекази пов'язували з тим, що у цій місцевості знаходилася печера, через яку Геракл нібито потрапив до потойбічного світу, коли вирушив за триголовим собакою Кербером.
Завдяки багатим навколишнім землям (за даними античних авторів, земля на околицях Гераклеї відрізнялася незвичайною родючістю і давала можливість збирати великі врожаї винограду, горіхів, кунжуту, пшениці, городніх культур тощо) й розташуванню, зручному для торгівлі, Гераклея швидко зростала і вже наприкінці VI ст. до н. е. почала виводити (за підтримки метрополії) власні колонії, зокрема Кітор і Херсонес. 
Громадяни Гераклеї були поділені на три філи. Згодом з'явився і суто територіальний поділ на сотні — спочатку їх було чотири. З часу заснування в Гераклеї був встановлений демократичний устрій (можливо цьому сприяла чисельна перевага серед переселенців прихильників демократичної «партії» з метрополії) і ватажки демосу навіть домоглися вигнання представників знаті. У відповідь частина гераклеотів виселилася і заснувала місто Каллатіду у Північно-Західному Причорномор'ї. 
Проте близько 520 року до н.е. вигнанці повернулися і домоглися встановлення в місті олігархії Згодом роль великих землевласників, як в господарському, так і в політичному житті Гераклеї зростала, і на початку V ст. до н. е. владу міцно утримували представники вузького кола «найповажніших» родин, які формували Раду трьохсот. Цей режим всебічно підтримувався і перською владою. Перемога олігархії була наслідком зміни соціально-економічних умов усередині поліса. Знеземелення основної маси перших колоністів з мегар у зв'язку з неминучим процесом концентрації землі, посилення позицій дорійської військово-землевласникської знаті викликали зміцнення родових філ, що зрештою призвело до повалення демократії. 
Після приходу до влади олігархії почалося наступ на землі навколишніх племен маріандинів і після тривалої та завзятої боротьби, що тривала майже століття — до третьої чверті V ст. до н.е., більшість маріандинів опинилися у підпорядкуванні у гераклеотів, які на радостях зробили посвяту храму Зевса в Олімпії. Перемога військово-землевласникської знаті призвела до нових земельних захоплень та розширення гераклейської хори, що посилило і процес концентрації земель.
Наявність сировинної бази, можливість експлуатації маріандинів, а також розвиток ремісничого виробництва (суднобудування, гончарної справи, металургії) мало викликати потребу в торгівлі сільськогосподарською продукцією. Гераклея поступово стала перетворюватися на великий центр із розвиненим ремісничим виробництвом і торгівлею. За повідомленням Ксенофонта, який побував у Гераклеотиді близько 400 року до н.е., поліс вже володів великим флотом і здійснював торгівлю по всьому Південному Причорномор'ю. 
Водночас, розвиток торгівлі і ремесел сприяв збагаченню місцевого купецтва, що не хотіло миритися з відстороненням заможних, хоча й незнатних громадян від керівництва полісом. Саме торговельно-фінансові кола очолили опозиційній рух, який врешті домігся певної демократизації політичного устрою Гераклеї, розширення кола осіб, що могли обіймати державні посади, перетворення Ради трьохсот на Раду шестисот за рахунок «нових людей» і запровадження суду присяжних. Остання новація мала для Гераклеї особливе значення, оскільки саме засудження аристократа Еветіона за перелюб викликало у місті справжню смуту, що завершилася державним переворотом. Владу над Гераклеєю захопив тиран Евопій, але його правління було недовгим.
У другій половині V ст. до н. е. до Гераклеї інтерес почали виявляти Афіни, які прагнули розширення свого впливу у Причорномор'ї. Після появи біля міста флоту, очолюваного самим Периклом, Гераклея приєдналася до Афінського союзу, а в самому полісі гору взяла демократична «партія». У 424 р. до н. е. олігархи взяли реванш, і до Понту афінянам довелося спрямовувати нову експедицію на чолі з Ламахом. Поява афінян сприяла новій зміні владі у місті. Ламаху пощастило, адже він втратив кораблі внаслідок бурі, а новий гераклейський уряд сприяв поверненню його вояків на батьківщину. Гераклея натомість зберегла незалежність і поміркований демократичний устрій. Аби знешкодити олігархічну опозицію, уряд вдався до нової реформи — замість чотирьох сотень були створені шістдесят, щоб «розчинити» багатіїв серед простолюду.
Місто перетворюється на одну з найсильніших держав Чорного моря і активно втручається навіть у справи Криму. Так, гераклеоти надавали підтримку Феодосії в її протистоянні з Боспором, їхній флот змушував боспорців припиняти облогу міста, а десанти в тилу завдавали чималої шкоди економіці Боспора. З іншого боку — далекі експедиції вимагали надзвичайного напруження сил і загострили ситуацію у самій Гераклеї. Як наслідок, у 60-х роках IV ст. до н. е. владу знову повертає до рук олігархія — в особі відновленої Ради трьохсот. Однак це лише радикалізувало настрої простолюду, який вимагав скасування боргів і перерозподілу землі. Здобути владу над містом прагнув і сусідній перський сатрап Мітрідат. Олігархічна партія звернулася по допомогу до учня Платона Клеарха, який в той час перебував у вигнанні при дворі Мітрідата. Набравши загін найманців Клеарх не лише зайняв місто, але й захопив у полон самого сатрапа. Водночас Клеарх знайшов спільну мову з демократичною «партією» і у 364 р.до н. е. здійснив у Гераклеї державний переворот, встановивши власну тиранію. Члени Ради, які не встигли втекти, буди ув'язнені, майно найзаможніших громадян — конфісковане, а військо, зібране вигнанцями — розбито у бою Клеархом.
Клеарх здобув слави жорстокого правителя, але його перевершив його брат Сатир, що став тираном після вбивства Клеарха у 353 р.до н. е.. Щоправда, коли старший син Клеарха, Тімофей, досяг повноліття, Сатир віддав йому владу добровільно. Тимофею наслідував менший син Клеарха Діонісій. Діонісій одружився з Амастридою, племінницею останнього перського царя з династії Ахеменідів Дарія III, за яку отримав вельми значний посаг, і у 306 році до н. е. прийняв титул царя. Ще раніше він почав карбувати срібні гроші із своїм ім'ям замість назви міста. За часів Діонісія у Гераклеї Понтійській настав економічний розквіт. Він багато допомагав зерном Афінам під час голоду (330—326 роки до н. е.).
Після смерті Діонісія Гераклеєю правили його дружина Амастрида, сини Клеарх та Оксафр.
З початку III ст. до н. е. Гераклея була втягнута у війни з володарями Віфінії. Царю Зіпойту вдалося відвоювати більшість гераклейських володінь на суходолі, проте спільними зусиллями «Північного союзу» (Гераклея, Візантій, Калхедон) греки змусили царя Нікомеда їх повернути — за чималий викуп. Проте цар Прусій відновив бойові дії і мало не захопив саму Гераклею. Здобути і зруйнувати місто віфінцям вдалося під час Мітрідатових війн.
Сучасне Ереглі відоме завдяки найбільшому в Туреччині сталеплавильному гіганту «Ердемір» та фестивалю «османської суниці», який відбувається у місті щороку (у червні).